# Gognies-Chaussée

Gognies-Chaussée este o comună în departamentul Nord, Franța. În 1 ianuarie 2022 avea o populație de 725 de locuitori.